# MeFeedia.com
MeFeedia.com ist eine 2004 gegründete Website, die Videos, TV-Sendungen, Kino-Filme und Musik zur Verfügung stellt. MeFeedia speichert dabei selbst keine Inhalte, sondern verlinkt auf die Angebote anderer Websites. Der Name MeFeedia spielt auf den Begriff RSS-Web-Feed an, da MeFeedia sämtliche Inhalte in Form von User-generated content per RSS-Feed von anderen Seiten und Vlogs übernimmt. Hauptzielgruppe der Website sind junge Männer zwischen 18 und 35 Jahren.

## Inhalte
Schwerpunkt von MeFeedia sind Videos sowie andere Inhalte für eine hauptsächlich männliche Zielgruppe. MeFeedia sortiert nach Kategorien wie TV, Filme, Sport, Celebrities, News und Unterhaltung. MeFeedia selbst erlaubt keinen Video-Upload, sondern aggregiert Videos von anderen Video-Websites.
2008 ging MeFeedia.com Partnerschaften mit mehreren Anbietern ein, um das Angebot auszuweiten, einschließlich:
- Videoportale, z. B. YouTube und Veoh
- Webserien, z. B. BoingBoing TV
- Video-Blogs
- Senderseiten, z. B. CBS und ABC
- Nachrichten, z. B. CNN und MSNBC
- Musikseiten

Kurz nach der Einführung der Seite besuchten nach einer Schätzung durch QuantCast, einem amerikanischen Quotenanbieter, zunächst 6,8 Mio. Menschen pro Monat die Website, jedoch nahm die Nutzerzahl nach dieser Anfangs-Euphorie drastisch ab und bewegt sich 2013 bei ca. 1 Million Besuchern pro Monat.